# Paul Wyatt
Paul Wyatt, född 27 februari 1907 i Brier Hill, död 15 december 1970 i Brownsville, var en amerikansk simmare.
Wyatt blev olympisk silvermedaljör på 100 meter ryggsim vid sommarspelen 1924 i Paris.